# Margaretha Barbara Dietzsch
Margaretha Barbara Dietzsch (* 8. November 1726, getauft in Nürnberg; begraben am 16. Oktober 1795 in Nürnberg), auch Ditsch, Diezsch oder Dietzschin, war eine deutsche Malerin und Radiererin aus der Künstlerfamilie Dietzsch.

## Leben

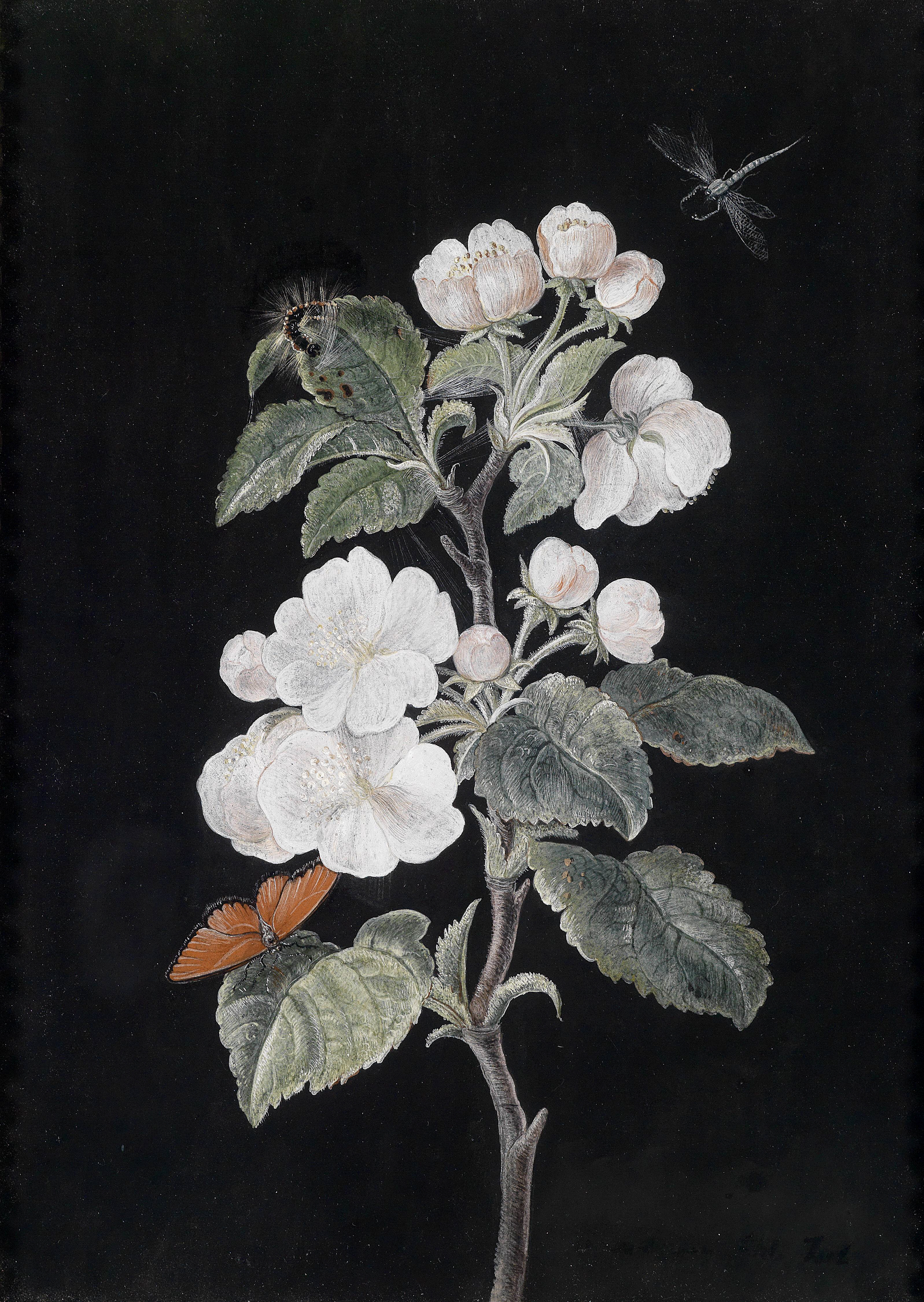
Margaretha Barbara Dietzsch: Apfelblüten (vor 1795, Gouache auf Papier, 30,5 × 21,7 cm)

Margaretha Barbara Dietzsch wurde am 8. November 1726 als Tochter des Malers Johann Israel Dietzsch (1681–1754) geboren und drei Tage später in Nürnberg getauft. Sie wurde zunächst von ihrem Vater geschult, erhielt aber auch Unterricht von ihrer großen Schwester Barbara Regina Dietzsch (1706–1783). Auch vier Brüder der Schwestern wurden Maler. Stilistisch sind ihre Bilder nur schwer von denen ihrer Schwester zu unterscheiden.
Dietzsch malte hauptsächlich Stillleben von Blumen, Früchten oder Vögeln an. Als Radiererin trat sie 1784 in Erscheinung, als sie ein Band mit Radierungen nach eigenen Zeichnungen unter dem Titel Fruchtstücke, sowohl die Blüthe als auch die Frucht nach der Natur mit ausgemahlten Kupfern veröffentlichte. Das Buch behandelte die lokale Flora im Raum Nürnberg und umfasste auch Begleittexte des Erlanger Naturforschers Johann Christian Daniel Schreber. Einige ihrer Zeichnungen von Vögeln und Insekten wurden von John Boydell als Vorlage für Kupferstiche genutzt; bei Boydell firmiert sie unter dem Pseudonym „Madame Tusch“. Dietzsch starb im Alter von 68 Jahren und wurde am 16. Oktober 1795 auf dem Nürnberger Johanniskirchhof begraben. Einige ihrer Zeichnungen sind heute im Besitz des British Museum.